# Bartosz Slisz
Bartosz Slisz (Rybnik, Polonia, 29 de marzo de 1999) es un futbolista internacional polaco que juega de centrocampista en el Atlanta United de la Major League Soccer estadounidense.

## Trayectoria
Slisz fue canterano del ROW 1964 Rybnik de su ciudad natal, haciendo su debut con el primer equipo el 6 de septiembre de 2015 en la derrota por 3-0 ante el Puszcza Niepołomice en la II Liga. En febrero de 2017 llegó al Zagłębie Lubin de la primera división polaca, aunque pasando dos años jugando en el segundo equipo silesio hasta ser finalmente ascendido en la temporada 2017/18 al equipo titular. Su primer partido en la Ekstraklasa se produciría al entrar como reemplazo para Adam Matuszczyk, siendo desde entonces un regular en la plantilla del Zagłębie Lubin. 
El centrocampista sería convocado en septiembre de 2018 por Jacek Magiera para jugar en la selección sub-20 de Polonia. En 2019 sería uno de los 22 seleccionados para la Copa Mundial de Fútbol Sub-20 de 2019 celebrada en Polonia, siendo titular en todos los partidos del torneo, incluyendo los octavos de final donde la selección polaca cayó frente a Italia por 1-0.
Sus buenas actuaciones tanto en la selección como con el Zagłębie hicieron que el Legia de Varsovia se interesase por el jugador, fichando al jugador por una cifra cercana a 1,5 millones de euros, siendo la transferencia más alta en toda la historia de la Ekstraklasa hasta la fecha. El 28 de febrero de 2020 Slisz firmaría hasta diciembre de 2024 con la entidad varsoviana, seleccionando el dorsal 99. Su primer encuentro con los colores del Legia tendría lugar el 4 de marzo de 2020, en la 25.ª jornada de la temporada 2019/20 frente al Lechia Gdańsk, entrando como sustituto de Arvydas Novikovas en el minuto 70, resultando el partido en una victoria favorable por 2-0.
En enero de 2024 se incorporó al Atlanta United de la Major League Soccer. El traspaso estuvo cifrado en 3 500 000 dólares estadounidenses y firmó un contrato de vinculación con el club estadounidense hasta 2028.

## Selección nacional
El 5 de septiembre de 2021 debutó con la selección de Polonia en un encuentro de clasificación para el Mundial 2022 ante San Marino en el que los polacos se impusieron por 1-7.

### Participaciones en Eurocopas
| Copa          | Sede     | Resultado    | Partidos | Goles |
| ------------- | -------- | ------------ | -------- | ----- |
| Eurocopa 2024 | Alemania | Primera fase | 2        | 0     |

## Clubes
| Club              | País           | Año           |
| ----------------- | -------------- | ------------- |
| ROW Rybnik        | Polonia        | 2015-2017     |
| Zagłębie Lubin    | Polonia        | 2017-2020     |
| Legia de Varsovia | Polonia        | 2020-2024     |
| Atlanta United    | Estados Unidos | 2024-presente |

## Palmarés

### Títulos nacionales
| Título               | Club              | País    | Año  |
| -------------------- | ----------------- | ------- | ---- |
| Ekstraklasa          | Legia de Varsovia | Polonia | 2020 |
| Ekstraklasa          | Legia de Varsovia | Polonia | 2021 |
| Copa de Polonia      | Legia de Varsovia | Polonia | 2023 |
| Supercopa de Polonia | Legia de Varsovia | Polonia | 2023 |